# Polsko-Niemiecki Instytut Terapii Uzależnień
Polsko-Niemiecki Instytut Terapii Uzależnień (P-NITU) – instytucja szkoleniowa, powołana przez międzynarodową organizację federacyjną Błękitny Krzyż, której misją jest pomaganie osobom uzależnionym. 
Celem powołania Instytutu jest przede wszystkim przygotowanie szerokiego spectrum nowoczesnych programów szkoleniowych z zakresu zarówno terapii uzależnień, jak i innych aspektów rozwiązywania problemów alkoholowych.
W 2007 roku Polsko-Niemiecki Instytut Terapii Uzależnień otrzymał od Rady Akredytacyjnej Państwowej Agencji Rozwiązywania Problemów Alkoholowych akredytacje na prowadzenie szkolenia II stopnia w ramach II etapu krajowego programu certyfikacji terapeutów uzależnień. Jednocześnie Instytut zajmuje się innymi szkoleniami dla szerokiego grona pracowników lecznictwa odwykowego, takich jak członkowie gminnych komisji rozwiązywania problemów alkoholowych (GKRPA).